# DNK supernamotaj
DNK supernamotaj se odnosi na prekomerno ili na nedovoljno uvijanje DNK lanaca. Superspiralizacija je mera naprezanja polimera. Ona je važno u nizu bioloških procesa, kao što je pakovanje DNK molekula. Pojedini enzimi, kao što su topoizomeraze imaju sposobnost menjanja DNK topologije čime se omogućavaju funkcije kao što su DNK replikacija i transkripcija. Matematički izrazi koji se koriste za opisivanje supernamotavanja  porede razna stanja namotavanja s opuštenom B-formom DNK.
Opšte pravilo je da DNK većine organizama poseduje negativnu superspiralizaciju.